# Jacquiniella pedunculata
Jacquiniella pedunculata är en orkidéart som beskrevs av Robert Louis Dressler. Jacquiniella pedunculata ingår i släktet Jacquiniella och familjen orkidéer. Inga underarter finns listade i Catalogue of Life.